# Fireball Zone
Fireball Zone è il terzo album di Ric Ocasek, pubblicato nel 1991 dall'etichetta discografica Reprise Records.
È stato co-prodotto da Nile Rodgers.

## Tracce
Testi e musiche di Ric Ocasek, eccetto dove indicato.
1. Rockaway
2. Touch Down Easy (Ric Ocasek, Rick Nowels)
3. Come Back
4. The Way You Look Tonight
5. All We Need Is Love
6. Over and Over
7. Flowers of Evil
8. They Tried
9. Keep That Dream
10. Balance
11. Mister Meaner
12. Fireball Zone

## Formazione
- Ric Ocasek - voce, chitarra, tastiera
- Nile Rodgers - chitarra
- Larry Mitchell - chitarra
- Dann Huff - chitarra
- Steve Elson - fiati
- Stan Harrison - fiati
- Matt Collehon - fiati
- Richard Hilton - tastiera
- Al Berry - basso
- Larry Aberman - batteria
- Tawatha Agee - cori
- Fonzi Thornton - cori
- Curtis King Jr. - cori
- Dennis Collins - cori